# BeNe League Orange 2012/13
Het seizoen 2012/13 was het zesde seizoen van de hoogste Nederlandse voetbalcompetitie voor vrouwen en het eerste seizoen sinds de naam gewijzigd is in BeNe League Orange, dit vanwege het oprichten van de Women's BeNe League.

## Algemeen
In vergelijking met de voorgaande vijf seizoenen zijn de nodige veranderingen doorgevoerd. Zo wordt er ditmaal een enkele competitie afgewerkt (een uit- en thuisduel). De wedstrijden worden gespeeld tot aan de winterstop, waarna de bovenste vier teams verdergaan in de BeNe League A en de onderste vier in de BeNe League B.
Plaatsing voor Europees voetbal is hierdoor voor het eerst sinds de invoering van de competitie niet te verdienen. Het hoogst geplaatste Nederlandse team in de BeNe League A zal worden ingeschreven voor de volgende editie van de UEFA Women's Champions League.
In mei werd bekend dat er met FC Den Bosch een gegadigde was voor een achtste team. Hun deelname moest echter nog goedgekeurd worden door de KNVB. sc Heerenveen gaat daarnaast verder in een aparte stichting.
Enkele dagen later werd ook duidelijk dat Ajax een vrouwenteam begint. Daarnaast wordt ook bekeken of een combinatie van FC Eindhoven en PSV haalbaar is. PSV maakte op 4 juni 2012 bekend groen licht te hebben gekregen om te starten met een team.
Op 5 juni werd duidelijk dat seizoen 2012/13 ingegaan werd met negen teams, waarmee FC Den Bosch afviel. De bovenste vier zullen na de winterstop in de BeNe League A gaan spelen, terwijl de onderste vijf verdergaan in de BeNe League B. Toen duidelijk werd dat veel speelsters de overstap van VVV-Venlo naar PSV/FC Eindhoven dreigden te maken, besloot de Venlose club zich terug te trekken uit de competitie.

## Teams
Tijdens het seizoen 2012/13 spelen de volgende teams in de BeNe League Orange:
| Club             | Plaats      | Stadion                     | Trainer                              |
| ---------------- | ----------- | --------------------------- | ------------------------------------ |
| ADO Den Haag     | Den Haag    | Kyocera Stadion             | Sarina Wiegman-Glotzbach             |
| AFC Ajax         | Amsterdam   | Sportpark De Toekomst       | Ed Engelkes                          |
| PSV/FC Eindhoven | Eindhoven   | Jan Louwers Stadion         | Hesterine de Reus / Nebojsa Vuckovic |
| sc Heerenveen    | Heerenveen  | Sportpark Skoatterwâld      | Jessica Torny                        |
| SC Telstar VVNH  | Velsen-Zuid | TATA Steel Stadion          | Toon Beijer                          |
| FC Twente        | Enschede    | De Grolsch Veste            | Arjan Veurink                        |
| FC Utrecht       | Utrecht     | Sportpark Maarschalkerweerd | Jürgen Schefczyk                     |
| PEC Zwolle       | Zwolle      | Sportpark Be Quick '28      | Bert Zuurman                         |

## Ranglijst

### Stand
|         | pos | Club             | GS | W | G | V | P  | DV | DT | DS  |
| ------- | --- | ---------------- | -- | - | - | - | -- | -- | -- | --- |
| Stabiel | 1.  | FC Twente        | 14 | 9 | 4 | 0 | 34 | 30 | 12 | +18 |
| Stabiel | 2.  | ADO Den Haag     | 14 | 9 | 2 | 3 | 29 | 33 | 19 | +14 |
| Stabiel | 3.  | PSV/FC Eindhoven | 14 | 6 | 5 | 3 | 23 | 24 | 21 | +3  |
| Stabiel | 4.  | Ajax             | 14 | 6 | 3 | 5 | 21 | 25 | 20 | +5  |
| Stabiel | 5.  | SC Telstar VVNH  | 14 | 5 | 3 | 6 | 18 | 21 | 17 | +4  |
| Stabiel | 6.  | PEC Zwolle       | 14 | 4 | 2 | 8 | 14 | 23 | 37 | -14 |
| Stabiel | 7.  | FC Utrecht       | 14 | 2 | 4 | 8 | 10 | 12 | 26 | -14 |
| Stabiel | 8.  | sc Heerenveen    | 14 | 0 | 5 | 9 | 5  | 13 | 29 | -16 |

### Uitleg kleuren
| Kleur | Kwalificatie voor |
| ----- | ----------------- |
|       | BeNe League A     |
|       | BeNe League B     |

## Statistieken

### Aantal goals per speelronde
| 10 |

| 13 |

| 14 |

| 9 |

| 17 |

| 11 |

| 14 |

| 17 |

| 9 |

| 15 |

| 15 |

| 11 |

| 17 |

| 11 |

| BeNe League Orange | Totaal: 183 Doelpunten |

| BeNe League Orange | Totaal: 183 Doelpunten |

### Topscorers
| Pos.             | Speelster              | Club             | Goals |
| ---------------- | ---------------------- | ---------------- | ----- |
| 1                | Renate Jansen          | ADO Den Haag     | 10    |
| 2                | Daniëlle van de Donk   | PSV/FC Eindhoven | 8     |
| 2                | Desiree van Lunteren   | Ajax             | 8     |
| 2                | Sheila van den Bulk    | ADO Den Haag     | 8     |
| 5                | Anouk Dekker           | FC Twente        | 7     |
| 5                | Lisanne Vermeulen      | PEC Zwolle       | 7     |
| 7                | Maayke Heuver          | FC Twente        | 6     |
| 7                | Marianne van Brummelen | PEC Zwolle       | 6     |
| 7                | Mandy Versteegt        | Ajax             | 6     |
| 10               | Sylvia Smit            | PEC Zwolle       | 5     |
| 10               | Libby Guess            | ADO Den Haag     | 5     |
| 10               | Sherida Spitse         | FC Twente        | 5     |
| 10               | Linda Bakker           | Ajax             | 5     |
| 10               | Vivianne Miedema       | sc Heerenveen    | 5     |
| 15               | Loïs Oudemast          | SC Telstar VVNH  | 4     |
| 15               | Lavinia Poku           | SC Telstar VVNH  | 4     |
| 15               | Nadia Coolen           | PSV/FC Eindhoven | 4     |
| 15               | Ellen Jansen           | FC Twente        | 4     |
| 19               | 9 Speelsters           | 9 Speelsters     | 3     |
| 28               | 11 Speelsters          | 11 Speelsters    | 2     |
| 39               | 24 Speelsters          | 24 Speelsters    | 1     |
| Eigen Doelpunten | Eigen Doelpunten       | Eigen Doelpunten | 3     |
| Totaal:          | Totaal:                | Totaal:          | 183   |
| Wedstrijden:     | Wedstrijden:           | Wedstrijden:     | 52    |
| Gemiddelde:      | Gemiddelde:            | Gemiddelde:      | 3.52  |

### Doelpunten
- Eerste doelpunt: Lavinia Poku voor SC Telstar VVNH tegen PEC Zwolle (24 augustus 2012)
- Grootste winstmarge: 7 doelpunten
  - SC Telstar VVNH 7 - 0 PEC Zwolle (14 december 2012)
- Meeste doelpunten in een wedstrijd: 7 doelpunten
  - PEC Zwolle 5 - 2 PSV/FC Eindhoven (7 september 2012)
  - PEC Zwolle 2 - 5 FC Twente (28 september 2012)
  - PEC Zwolle 5 - 2 sc Heerenveen (2 november 2012)
  - SC Telstar VVNH 7 - 0 PEC Zwolle (14 december 2012)
- Meeste doelpunten gescoord in een wedstrijd door één ploeg: 7 doelpunten
  - SC Telstar VVNH 7 - 0 PEC Zwolle (14 december 2012)
- Meeste doelpunten gescoord in een wedstrijd door een verlliezende ploeg: 2 doelpunten
  - PEC Zwolle 5 - 2 PSV/FC Eindhoven (7 september 2012)
  - PEC Zwolle 2 - 5 FC Twente (28 september 2012)
  - ADO Den Haag 4 - 2 PEC Zwolle (12 oktober 2012)
  - Ajax 2 - 3 SC Telstar VVNH (12 oktober 2012)
  - PEC Zwolle 5 - 2 sc Heerenveen (2 november 2012)
  - PSV/FC Eindhoven 3 - 2 Ajax (2 november 2012)
  - PEC Zwolle 3 - 2 ADO Den Haag (11 december 2012)

### De nul
- Vaakst de nul: 5
  - FC Twente
  - PSV/FC Eindhoven
- Minst vaak de nul: 13
  - sc Heerenveen

## Belangrijke transfers
| Naam                        | Oude club                      | Nieuwe club             |
| --------------------------- | ------------------------------ | ----------------------- |
| Maria-Laura Aga             | Standard Fémina de Liège ()    | PEC Zwolle              |
| Eshly Bakker                | ADO Den Haag                   | Ajax                    |
| Linda Bakker                | Layola Marymount University () | Ajax                    |
| Mandy van den Berg          | ADO Den Haag                   | Vittsjo GIK ()          |
| Marjolijn van den Bighelaar | ADO Den Haag                   | PSV/FC Eindhoven        |
| Manon van den Boogaard      | FC Utrecht                     | PSV/FC Eindhoven        |
| Marije Brummel              | sc Heerenveen                  | PSV/FC Eindhoven        |
| Cindy Burger                | VVV-Venlo                      | Stopt                   |
| Sylke Calleeuw              | DVC Eva's Tienen ()            | PSV/FC Eindhoven        |
| Angela Christ               | FC Utrecht                     | PSV/FC Eindhoven        |
| Marissa Compier             | FC Utrecht                     | ADO Den Haag            |
| Nadia Coolen                | VVV-Venlo                      | PSV/FC Eindhoven        |
| Chelsea Disseldorp          | PEC Zwolle                     | FC Utrecht              |
| Jeanine van Dalen           | ADO Den Haag                   | Stopt                   |
| Merel van Dongen            | ADO Den Haag                   | Alabama Crimson Tide () |
| Daniëlle van de Donk        | VVV-Venlo                      | PSV/FC Eindhoven        |
| Maran van Erp               | VVV-Venlo                      | PSV/FC Eindhoven        |
| Kika van Es                 | VVV-Venlo                      | PSV/FC Eindhoven        |
| Melissa Evers               | VVV-Venlo                      | PSV/FC Eindhoven        |
| Nangila van Eyck            | sc Heerenveen                  | SV Meppen ()            |
| Kelly Gilissen              | FC Utrecht                     | PEC Zwolle              |
| Courtney Goodson            | UC Irvine ()                   | FC Twente               |
| Lisanne Grimberg            | ADO Den Haag                   | Ter Leede               |
| Petra Hogewoning            | FCR 2001 Duisburg ()           | Ajax                    |
| Anouk Hoogendijk            | FC Utrecht                     | Ajax                    |
| Marleen Joore               | WD Lierse SK ()                | ADO Den Haag            |
| Jessica Jurg                | sc Heerenveen                  | PEC Zwolle              |
| Marlou Kelleners            | VVV-Venlo                      | PSV/FC Eindhoven        |
| Renée Kersten               | VVV-Venlo                      | FC Utrecht              |
| Suzanne de Kort             | FC Twente                      | PSV/FC Eindhoven *      |
| Jeslynn Kuijpers            | VVV-Venlo                      | PSV/FC Eindhoven        |
| Daphne Koster               | SC Telstar VVNH                | Ajax                    |
| Desiree van Lunteren        | SC Telstar VVNH                | Ajax                    |
| Carmen Manduapessy          | FC Utrecht                     | Ajax                    |
| Blakely Mattern             | FC Twente                      | geen (revalidatie)      |
| Manoe Meulen                | VVV-Venlo                      | Stopt                   |
| Tessel Middag               | ADO Den Haag                   | Ajax                    |
| Myrthe Moorrees             | VVV-Venlo                      | FC Utrecht              |
| Teresa Noyola               | Stanford Cardinal ()           | ADO Den Haag            |
| Ashley Nick                 | FC Twente                      | n.n.b.                  |
| Brittany Persaud            | Tölö IF ()                     | ADO Den Haag            |
| Babiche Roof                | FC Utrecht                     | Ajax                    |
| Laura du Ry                 | PEC Zwolle                     | Ajax                    |
| Sherida Spitse              | sc Heerenveen                  | FC Twente               |
| Leonne Stentler             | ADO Den Haag                   | Ajax                    |
| Sandra Swinkels             | VVV-Venlo                      | SV Someren              |
| Lorca Van De Putte          | FC Twente                      | RSC Anderlecht ()       |
| Mandy Versteegt             | FC Utrecht                     | Ajax                    |
| Jette van Vlerken           | FC Utrecht                     | PSV/FC Eindhoven        |
| Dominique Vugts             | FC Utrecht                     | SC Telstar VVNH         |
| Mauri van de Wetering       | VVV-Venlo                      | PSV/FC Eindhoven        |
| Jill Wilmot                 | ADO Den Haag                   | Ter Leede               |
| Hilde Winters               | sc Heerenveen                  | SV Meppen ()            |

* Op huurbasis.
 Red: Anderlecht · Beerschot · Club Brugge · Lierse SK · OHL · Sint-Truidense VV · Standard · Zulte Waregem
 Orange: ADO Den Haag · Ajax · PSV/FC Eindhoven · sc Heerenveen · SC Telstar VVNH · FC Twente · FC Utrecht · PEC Zwolle
2007/08 · 2008/09 · 2009/10 · 2010/11 · 2011/12 · 2012/13 · 2013/14 · 2014/15 · 2015/16 · 2016/17 · 2017/18 · 2018/19 · 2019/20 · 2020/21 · 2021/22 · 2022/23 · 2023/24 · 2024/25 · 2025/26

Eredivisie · Women's BeNe League · BeNe League Orange · KNVB Beker · Supercup · Eredivisie Cup · UEFA Women's Champions League · UEFA Women's Europa Cup